# Peter Anderson (Politiker)
Hon. Peter Thomas Anderson, AM (* 23. November 1947 in Bondi Junction, Sydney, New South Wales) ist ein australischer Politiker der Australian Labor Party ALP, der zwischen 1978 und 1995 mit einer Unterbrechung (1988 bis 1989) Mitglied im Parlament von New South Wales war und von 1981 bis 1988 verschiedene Ministerämter bekleidete.

## Leben

### Familiäre Herkunft, Polizist und Kommunalpolitiker
Peter Thomas Anderson war der Sohn von Keith William Anderson (1916–1965), der zwischen 1961 und 1962 ebenfalls kurzzeitig Mitglied der Legislative Assembly war, und dessen Ehefrau Kathleen „Kath“ Harrison Anderson, die von 1973 bis 1981 Mitglied des Legislative Council, der Ersten Kammer des Parlaments war. Nach dem Besuch der Woollahra Public School und der Sydney Boys’ High School war er zwischen 1964 und 1967 zunächst Angestellter im öffentlichen Dienst. 1967 trat er in den Polizeidienst der New South Wales Police Force ein und war dort seit 1968 in der Anklageabteilung sowie zuletzt zwischen 1972 und 1977 als Polizeiankläger (Police Prosecutor) tätig. Nach seinem Ausscheiden aus dem Polizeidienst war er zwischen 1977 und 1978 noch Mitarbeiter im persönlichen Stab von Ronald „Ron“ Joseph Mulock, der zwischen 1971 und 1988 Mitglied der Legislativversammlung sowie zu der Zeit Justizminister und Wohnungsbauminister war.
Bereits als Schüler war Anderson 1962 der Australian Labor Party ALP als Mitglied beigetreten und übernahm in der Folgezeit Funktionen in den Ortsvereinen Waverley und Emu Plains sowie im Jugendrat der Partei in New South Wales. Seine politische Laufbahn begann er in der Kommunalpolitik als Mitglied des Stadtrates von Penrith City, einem lokalen Verwaltungsgebiet LGA (Local Government Area) von Sydney, dem er von 1977 bis 1983 angehörte, und in dem er zwischen 1977 und 1979 auch Vize-Bürgermeister war. Daneben war er von 1977 bis 1980 Mitglied des Rates von Prospect County, dessen Vorsitzender er zwischen 1977 und 1978 war.

### Mitglied des Parlaments von New South Wales und Minister
Bei den Wahlen 1976 kandidierte Anderson erstmals für die Australian Labor Party für ein Mandat in der Legislativversammlung (New South Wales Legislative Assembly) im Parlament von New South Wales, wurde aber im Wahlkreis Nepean mit 14.965 Stimmen (44,89 Prozent) lediglich Zweitplatzierter. Bei der darauf folgenden Wahl am 7. Oktober 1978 wurde er im Wahlkreis Nepean erstmals zum Mitglied der Legislativversammlung gewählt und konnte sich dieses Mal mit 20.720 Stimmen (56,09 Prozent) deutlich gegen den bisherigen Wahlkreisinhaber Ron Rofe von der Liberal Party of Australia durchsetzen. Nach Auflösung des Wahlkreises Nepean wurde er am 19. September 1981 im Wahlkreis Penrith zum Mitglied der Legislativversammlung gewählt und vertrat diesen Wahlkreis nach seiner Wiederwahl am 24. März 1984 bis zu seiner Niederlage bei der Wahl am 22. Februar 1988.
Am 2. Oktober 1981 übernahm Peter Anderson im Kabinett von Premierminister Neville Wran erstmals ein Regierungsamt und fungierte zwischen dem 2. Oktober 1981 und dem 6. Februar 1986 als Minister für Polizei und Notdienste (Minister for Police and Emergency Services). Zugleich war er im Kabinett Wran zwischen dem 27. Oktober 1983 und dem 5. April 1984 auch Minister für Justizvollzugsanstalten (Minister for Corrective Services) sowie vom 6. Februar 1985 bis zum 4. Juli 1986 Assistierender Minister beim Premierminister (Minister Assisting the Premier). Nach weiteren Regierungsumbildungen war er im Kabinett Wran vom 1. Januar bis zum 6. Februar 1986 kurzzeitig Minister für Kommunalverwaltung (Minister for Local Government) sowie zuletzt in Personalunion zwischen dem 6. Februar und dem 4. Juli 1986 sowohl Minister für Angelegenheiten der Aborigines (Minister for Aboriginal Affairs) als auch Minister für Jugend und Gemeinwesen (Minister for Youth and Community Services). Im Kabinett von Premierminister Barrie Unsworth, dem Nachfolger von Neville Wran, fungierte er zwischen dem 4. Juli 1986 und dem 25. März 1988 als Gesundheitsminister (Minister for Health) sowie zugleich als Minister für Drogenbekämpfung (Minister for the Drug Offensive).
Anderson wurde am 29. April 1989 bei einer Nachwahl im Wahlkreis Liverpool in der Stichwahl mit 11.947 Stimmen (60,7 Prozent) wieder zum Mitglied der Legislativversammlung gewählt, nachdem er im ersten Wahlgang mit 10.775 Stimmen (45,58 Prozent) noch knapp die absolute Mehrheit unter elf Kandidaten verloren hatte. Er wurde bei der Wahl am 25. Mai 1991 im Wahlkreis Liverpool wiedergewählt und schied am 31. Januar 1995 aus dem Parlament aus, nachdem er bei der Wahl nicht erneut kandidiert hatte. Für seine Verdienste wurde er Mitglied des Order of Australia (AM). 
Peter Andersen, der sich in zahlreichen Organisationen wie dem Q Theatre, der Lewers Art Gallery sowie der Penrith Tourist Association engagierte, wurde 2006 Direktor des Zentrums für Polizeiarbeit, Geheimdienste und Terrorismusbekämpfung (Centre for Policing, Intelligence and Counter Terrorism) der Macquarie University. Im Juli 2010 gab die New South Wales Independent Commission Against Corruption eine unabhängige Untersuchung zu einer Reihe von Beschwerden von neun von zwölf Mitarbeitern in Auftrag, in denen Mobbing, Viktimisierung und unangemessene Einstellungspraktiken behauptet wurden. Die Untersuchung kam zu dem Schluss, dass „die Praxis, sich auf direkte Ernennungen und kurzfristige Ernennungen zu verlassen und Ad-hoc-Ernennungen vorzunehmen, ohne dass ein geplanter Ansatz für die Personalbesetzung vorliegt, zu der berechtigten Wahrnehmung geführt hat, dass die Einstellungs- und Auswahlprozesse korrupt sind“. Der Bericht fand Beweise für Mobbing, Viktimisierung und Interessenkonflikte durch Anderson. Trotz dieser Vorwürfe blieb er weiterhin im Amt und trat erst im Dezember 2013 in den Ruhestand.
Aus seiner am 19. Dezember 1970 geschlossenen Ehe mit Elizabeth Anderson gingen ein Sohn und eine Tochter hervor.